# Laura Weightman
Laura Weightman (née le 1er juillet 1991 à Alnwick) est une athlète britannique, spécialiste des courses de demi-fond.

## Biographie
Sixième des championnats du monde juniors de 2010, elle se classe 11e du 1 500 m lors des Jeux olympiques de 2012, à Londres mais est reclassée 8e à la suite de nombreux tests antidopage positifs. . En 2013, sur la distance de 3 000 m, elle termine deuxième des championnats d'Europe par équipes, derrière la Russe Elena Korobkina.
Sélectionnée dans l'équipe d'Angleterre lors des Jeux du Commonwealth de 2014 se déroulant à Glasgow, en Écosse, elle remporte la médaille d'argent du 1 500 m, en 4 min 9 s 24, devancée par la Kényane Faith Kipyegon.
En 2017, elle termine sixième des Championnats du monde de Londres sur 1 500 mètres.
Le 12 août 2018, lors des championnats d'Europe de Berlin, Laura Weightman remporte la médaille de bronze sur 1 500 m en 4 min 03 s 75, derrière Laura Muir et Sofia Ennaoui. La Britannique remporte ainsi sa seconde médaille européenne sur la distance, après le bronze à Zurich en 2014.
Le 12 juillet 2019, elle termine 2e du mile du Meeting Herculis de Monaco en 4 min 17 s 60, record personnel, derrière la Néerlandaise Sifan Hassan qui bat le record du monde en 4 min 12 s 33.

## Palmarès
| Date | Compétition                       | Lieu             | Résultat | Épreuve | Temps          |
| ---- | --------------------------------- | ---------------- | -------- | ------- | -------------- |
| 2012 | Jeux olympiques                   | Londres          | 7e       | 1 500 m | 4 min 15 s 60  |
| 2013 | Championnats d'Europe par équipes | Gateshead        | 2e       | 3 000 m | 9 min 3 s 11   |
| 2014 | Jeux du Commonwealth              | Glasgow          | 2e       | 1 500 m | 4 min 9 s 24   |
| 2014 | Championnats d'Europe             | Zurich           | 3e       | 1 500 m | 4 min 6 s 32   |
| 2016 | Jeux olympiques                   | Rio de Janeiro   | 11e      | 1 500 m | 4 min 14 s 95  |
| 2017 | Championnats du monde             | Londres          | 6e       | 1 500 m | 4 min 04 s 11  |
| 2017 | Ligue de diamant                  | Ligue de diamant | 7e       | 1 500 m | 4 min 00 s 71  |
| 2018 | Jeux du Commonwealth              | Gold Coast       | 3e       | 5 000 m | 15 min 25 s 84 |
| 2018 | Championnats d'Europe             | Berlin           | 3e       | 1 500 m | 4 min 3 s 75   |
| 2019 | Championnats du monde             | Doha             | 7e       | 5 000 m | 14 min 44 s 57 |

## Records
| Épreuve | Temps          | Lieu      | Date              |
| ------- | -------------- | --------- | ----------------- |
| 1 500 m | 4 min 0 s 09   | Berlin    | 13 septembre 2020 |
| 3 000 m | 8 min 26 s 07  | Palo Alto | 30 juin 2019      |
| 5 000 m | 14 min 44 s 57 | Doha      | 5 octobre 2019    |